# Robertsia mandibularis
Robertsia mandibularis är en stekelart som beskrevs av Boucek 1988. Robertsia mandibularis ingår i släktet Robertsia och familjen fikonsteklar.
Artens utbredningsområde är Papua Nya Guinea. Inga underarter finns listade i Catalogue of Life.